# Gino Lucetti
Gino Lucetti (Carrara, 31 agosto 1900 – Ischia, 17 settembre 1943) è stato un anarchico e antifascista italiano, celebre per aver compiuto un attentato nei confronti di Benito Mussolini.

## Biografia
Nato da famiglia contadina , da ragazzo lavorava nelle terre di Avenza, di proprietà della madre Adele Crudeli, e militava nell'organizzazione giovanile del Partito Repubblicano, in aperto contrasto con il padre Filippo, fervente anarchico carrarese.
Nel 1918, durante la prima guerra mondiale, fu chiamato alle armi, e prestò servizio militare nei Reparti d'assalto, senza però partecipare ad alcun fatto d'arme, vista la quasi immediata fine delle ostilità. Dopo la guerra, come accadde ad una parte degli Arditi d'Italia, che poi furono il nucleo fondatore degli Arditi del Popolo, maturò una coscienza politica che lo portò ad opporsi al fascismo.
Protagonista di vari scontri e risse di natura politica durante il Biennio rosso, continuò la sua opposizione ai fascisti locali anche negli anni successivi e, il 26 settembre 1925, al culmine di un diverbio estrasse la pistola e ferì il militante fascista e concittadino Alessandro Perfetti. Il compagno di quest'ultimo, Antonio Vatteroni, sparò a sua volta, ferendo Lucetti al collo e all'orecchio, mentre fuggiva. Nonostante la ferita, riuscì a dileguarsi e imbarcarsi clandestinamente su un mercantile, riparando a Marsiglia. Rimpatriò sotto il falso nome di Ermete Giovannini, con il proposito di attentare alla vita di Mussolini, seguendo un piano che affermò di aver elaborato da solo.

### L'attentato
L'11 settembre 1926, giorno fissato per la celebrazione del processo per il fatto precedente, Lucetti si appostò sul piazzale di Porta Pia a Roma e lanciò una bomba contro la Lancia Lambda Coupé de ville che trasportava Mussolini nel consueto tragitto da casa a Palazzo Chigi. La bomba rimbalzò sul bordo superiore del finestrino posteriore destro dell'automobile e, qualche secondo dopo, esplose a terra  ferendo otto passanti e lasciando illeso l'obiettivo. Lucetti fu immediatamente immobilizzato da un passante, tale Ettore Perondi, e poi raggiunto dalla polizia.
Dalla perquisizione subito effettuata Lucetti fu trovato armato anche di una pistola di piccolo calibro.

La vettura su cui viaggiava Mussolini il giorno dell'attentato. La freccia indica il punto preciso in cui la bomba rimbalzò per poi ricadere al suolo

Nel corso delle indagini la polizia cercò invano le prove di un complotto, arrestò la madre, il fratello e la sorella di Lucetti, vecchi amici carraresi e anche chi aveva alloggiato con lui in albergo. Lucetti dopo l'arresto in commissariato dichiarò: 
Mussolini uscì completamente illeso dall'attentato e dichiarò inoltre che se la bomba fosse riuscita a penetrare all'interno della vettura l'avrebbe potuta tranquillamente raccogliere per scagliarla a sua volta contro l'attentatore.
Venuto a conoscenza che Lucetti era giunto appositamente dalla Francia, Mussolini, appena giunto a Palazzo Chigi, rivolse alla folla accorsa un infiammato discorso in cui accusò il governo della Francia di tollerare sul proprio suolo numerosi antifascisti.
Bisogna finirla con certe tolleranze colpevoli e inaudite di oltre frontiera... se veramente si tiene all'amicizia del popolo italiano, amicizia che episodi di questo genere potrebbero fatalmente compromettere.»
Il Governo italiano, tramite l'ambasciatore Camillo Romano Avezzana, richiese alla Francia l'estradizione dei fuoriusciti italiani. Il Governo francese negò tale possibilità invocando il rispetto delle leggi dell'ospitalità; ciò nonostante dichiarò che non avrebbe tollerato altri abusi da parte dei cittadini italiani là rifugiati.
Il giorno seguente l'attentato, furono "dimissionati" il questore di Roma Vincenzo Pericoli e il capo della Polizia Francesco Crispo Moncada, quest'ultimo sostituito da Arturo Bocchini.

### Processo
Lucetti fu processato nel giugno 1927 davanti al Tribunale speciale e condannato a 30 anni di carcere. Con lui furono condannati come complici, a pene di circa vent'anni, anche Leandro Sorio e Stefano Vatteroni.
L'11 settembre 1926 l'anarchico Gino Lucetti attenta alla vita di Mussolini a Porta Pia in Roma. Due altri anarchici, a carico dei quali si può provare soltanto che sono amici del Lucetti, vengono ugualmente condannati a gravi pene. (Attentato a Mussolini, ferimento, tentativo di provocare pubblico tumulto)
Lucetti Gino, Avenza (Ms), nato 31-8-1900, marmista, 30 anni;
Vatteroni Stefano, Avenza (Ms), nato 21-2-1897, stagnino, 18 anni 9 mesi;
Sorio Leandro, Brescia, nato 30-3-1899, cameriere, 20 anni»
Sull'organizzazione dell'attentato non è mai stata fatta piena luce. Una parte della storiografia ha avanzato l'ipotesi che il gesto di Lucetti fosse stato accuratamente preparato e l'organizzazione avesse coinvolto numerose persone di varie città italiane. Comunque sia, Vincenzo Baldazzi, uno dei massimi esponenti degli Arditi del Popolo e poi della Resistenza romana, fu poi condannato per aver fornito la pistola a Lucetti; in seguito lo stesso Baldazzi fu nuovamente condannato per un aiuto finanziario fornito alla moglie di Lucetti.

### La morte di Lucetti

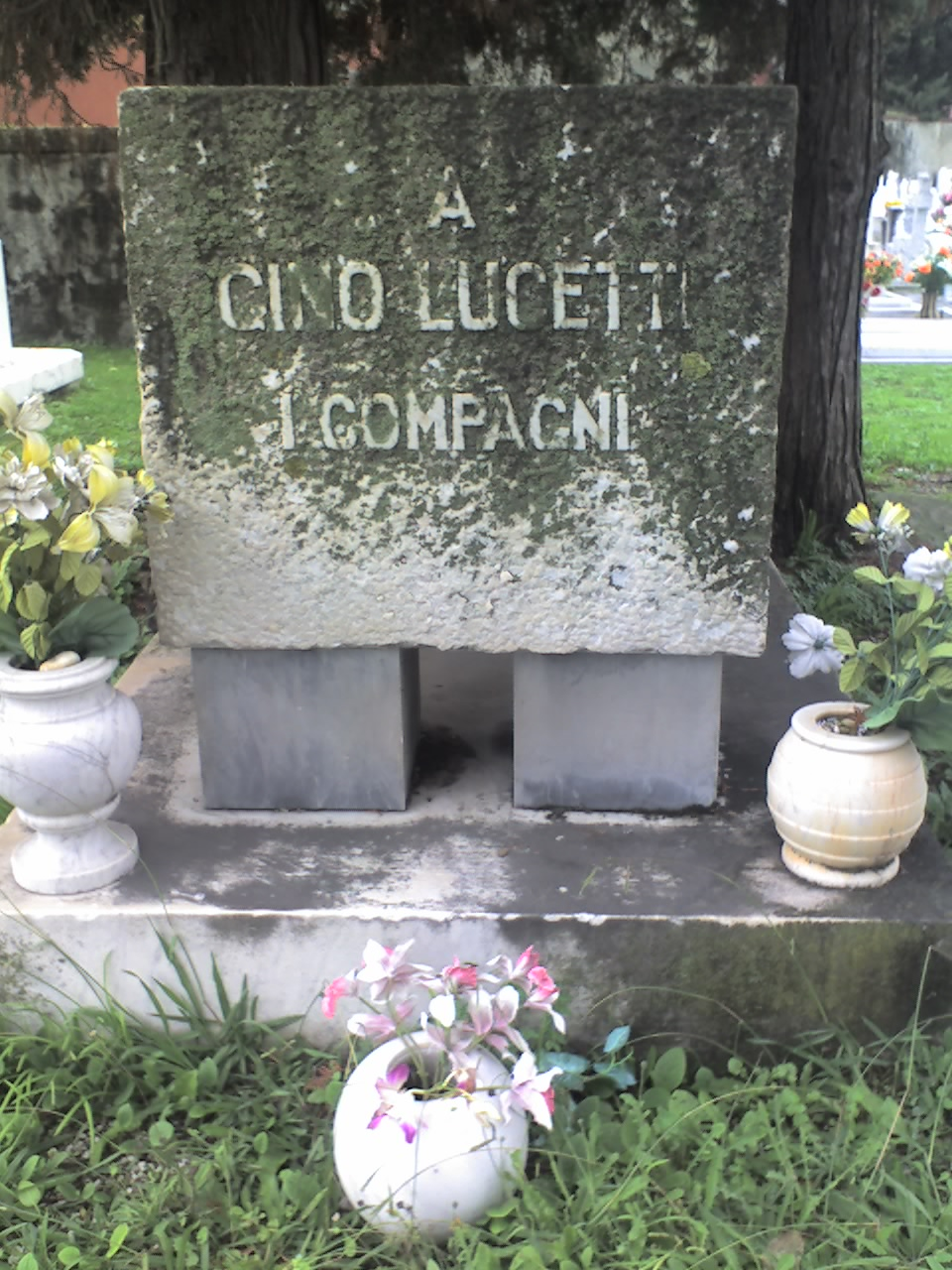
Tomba di Gino Lucetti, Cimitero di Turigliano, Carrara.

Nel 1943 Lucetti fu liberato dagli Alleati da poco giunti a Napoli. Lucetti prese quindi alloggio sull'isola d'Ischia, ma il 17 settembre 1943, durante un bombardamento effettuato da bombardieri tedeschi, cercò rifugio su un motoveliero. Il natante fu però colpito e affondato, trascinando Lucetti con sé.

## Riconoscimenti
A Gino Lucetti fu intitolata una brigata partigiana anarchica, il Battaglione Lucetti, che combatté nel Carrarese.
Ne parlano Maurizio Maggiani, nel Coraggio del Pettirosso, e Enrico Piscitelli, nel romanzo Nessun paradiso.
A Gino Lucetti Carrara ha intitolato una piazza nella frazione di Avenza.